# Jan Thomas Jenssen
Jan Thomas Jenssen, född 1 april 1996, är en norsk längdskidåkare som representerar klubben Hommelvik Idrettslag.

## Karriär
Jan Thomas Jenssen tog vid U23-VM silver på sprinten år 2018. Han debuterade i världscupen i längdskidåkning 2019. Han har tagit fem individuella pallplatser varav en seger.